# Glenea iligana
Glenea iligana é uma espécie de escaravelho da família Cerambycidae. Foi descrito por Per Olof Christopher Aurivillius em 1926.